# Iglesia San José (Puerto Rico)
La Iglesia de San José es una iglesia parroquial colombiana de culto católico consagrada bajo la advocación de San José como esposo de la Virgen y padre putativo de Jesús. Se localiza en el barrio el Comercio en el centro del municipio colombiano de Puerto Rico, capital arrocera del departamento de Caquetá. Pertenece a la Vicaría de Nuestra Señora de las Mercedes en la Arquidiócesis de Florencia.
- Datos: Q97352043